# 4222 Nancita

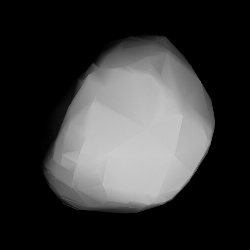
Modelo 3D do asteroide Nancita 4222, criado em 2020.

Nancita (asteróide 4222) é um asteróide da cintura principal com um diâmetro de 8,47 quilómetros, a 1,6669977 UA. Possui uma excentricidade de 0,2958185 e um período orbital de 1 330,33 dias (3,64 anos).
Nancita tem uma velocidade orbital média de 19,35831564 km/s e uma inclinação de 3,74706º.
Este asteróide foi descoberto em 13 de Março de 1988 por Eleanor Helin.